# Justus Georg Schottelius
Justus Georg Schottelius (latinski priimek za Schottel), nemški jezikoslovec, * 23. junij 1612, Einbeck, † 25. oktober 1676, Wolfenbüttel.
Velja za enega vodilnih avtorjev nemškega baroka, znan je predvsem po analizi nemške slovnice.

## Delo
Leta 1663 je izšlo njegovo najpomembnejše in najobsežnejše delo z naslovom Izčrpno delo nemškega glavnega jezika (v izvirniku Ausführliche Arbeit Von der Teutschen Haubt Sprache), ki je povzemalo vse takratno znanje na področju jezikoslovja. Zaradi njegovih trditev, prevdsem na področju besedotvorja (s tvorbami zloženk na podlagi izhodiščnih besed), kot tudi njegovega kulturno pedagoškega vpliva samega dela, ki se kaže v vredotenju nemščine z ostalimi jeziki, je bil zelo cenjen in je vplival na marskateri nadaljnji proces razvoja nemščine. Vpeljal je termine za lingvistične in gramatične izraze, kot so »Einzahl«, »Mehrzahl«, »Stammform« itd.